# Altmühl
Altmühl este un râu cu lungimea de 220 km, afluent de pe versantul stâng al Dunării, care curge în Bavaria, Germania.

## Afluenți
- Sulz
- Schwarzach
- Weiße Laber
- Wieseth

## Localități traversate
- Leutershausen
- Neunstetten
- Herrieden
- Ornbau
- Gunzenhausen
- Treuchtlingen
- Pappenheim
- Solnhofen
- Dollnstein
- Eichstätt
- Walting
- Inching
- Kipfenberg
- Kinding
- Beilngries
- Dietfurt an der Altmühl
- Riedenburg
- Kelheim
- Muhr am See